# Герб Богодухова
Герб Богоду́хова — офіційний символ міста Богодухів Харківської області, затверджений 10 липня 1996 року рішенням № 900 Богодухівської міської ради.

## Опис герба
У срібному полі на зеленій основі зелене дерево терну із синіми плодами. Щит обрамований декоративним картушем і увінчаний срібною міською короною з трьома зубцями.
За основу герба використано знак міста з 1781 року. Дерево вказувало на поширення терену в цьому регіоні.

## Історичні відомості

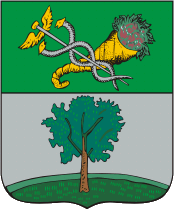
Герб 1781 р.

### Герб російського періоду

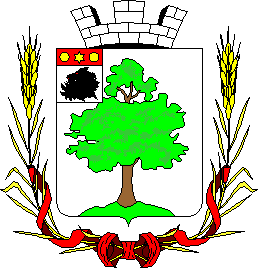
Герб Бориса Кене

Герб російського періоду затверджений 21 вересня 1781 року. У горішній частині перетятого щита герб Харкова; у долішній — на срібному полі тернове дерево із плодами.

### Проєкт Бориса Кене
У 19 столітті Борис Кене розробив проєкт нового герба міста. У срібному полі — зелене дерево на зеленій же горі. У вільній частині — герб Харківської губернії. Щит увінчаний срібною міською короною з трьома вежками та обрамований двома золотими колосками, оповитими Олександрівською стрічкою. Затвердження не отримав.